# Alleyrat (Corrèze)
Alleyrat é uma comuna francesa na região administrativa da Nova Aquitânia, no departamento de Corrèze. Estende-se por uma área de 14,76 km². Em 2010 a comuna tinha 102 habitantes (densidade: 6,9 hab./km²).